# Риксиг

Походы Великой языческой армии в Британии

Риксиг (др.-англ. Ricsige; умер в 876) — король Берниции (872/873—876).

## Биография
Наиболее подробные свидетельства о Риксиге содержатся в трудах автора XII века Симеона Даремского.
О происхождении и ранних годах жизни Риксига сведений в средневековых исторических источниках не сохранилось. Тем не менее современные исследователи предполагают, что Риксиг мог принадлежать к одному из знатных родов Нортумбрии и даже быть в родстве с одним из правителей этого королевства.
Первые сведения о Риксиге датируются 872 годом, когда он возглавил восстание против короля Эгберта I, ставленника захвативших Нортумбрию викингов. В результате мятежа Эгберт и поддерживавший его архиепископ Йоркский Вульфхер были вынуждены искать убежища при дворе короля Мерсии Бургреда. Вместо бежавшего монарха новым правителем Берниции стал Риксиг. Не известно, когда он принял королевский титул: сразу же после восстания, или уже после смерти Эгберта I, скончавшегося на чужбине в следующем году. Текст «Церковной истории Англии» Симеона Даремского свидетельствует, скорее всего, в пользу датирования начала правления Риксига 873 годом.
Точно не установлено, в каких отношениях находился Риксиг с оккупировавшими Нортумбрию викингами. В «Англосаксонской хронике» сообщается, что в 872—875 годах Великая языческая армия неоднократно приходила в Нортумбрию. Это может свидетельствовать об установлении Риксигом после свержения Эгберта I своей власти над всей территорией королевства, включая его столицу Йорк. В источниках упоминается о страшном разорении скандинавами не только нортумбрийских земель, но и соседних территорий (например, Стратклайда). Однако о каких-либо зверствах викингов в северных областях Нортумбрии, где антискандинавские настроения были наиболее сильны, в средневековых хрониках не сообщается. О зависимости Риксига от скандинавов свидетельствуют только поздние авторы (например, живший в XIII веке историк Роджер Вендоверский), в то время как в более близких по времени к этим событиям источниках такие данные отсутствуют. По мнению современных историков, вероятно Риксигу всё же удалось сохранить свою самовластность от данов, хотя под его непосредственным контролем осталась только часть Нортумбрии. Подтверждением этого считается основание в 876 году скандинавами собственного королевства со столицей в Йорке. Вероятно, между Риксигом и первым правителем Йорвика Хальфданом было заключено соглашение о разделе бывшего Нортумбрийского королевства. По этому договору под властью англосаксов оставались земли к северу от реки Тайн вплоть до Форта (то есть бывшая Берниция), а к скандинавам переходили области в междуречье Тайна и Хамбера, ранее входившие в королевство Дейра.
Риксиг умер в 876 году после трёх лет правления королевством. По свидетельству Роджера Вендоверского, король скончался от разрыва сердца, вызванного печалью из-за раздела его любимой Нортумбрии. Преемником Риксига на престоле стал король Эгберт II.
В написанной Симеоном Даремским «Истории святого Кутберта Линдисфарнского» упоминается, что Ригсиг был отцом Эадреда, знатного нортумбрийца, погибшего в сражении в 918 году.